# Stazione di Hegermühle
La stazione di Hegermühle è stata aperta il 5 ottobre 1984, per servire meglio gli insediamenti di nuova creazione nel sud della città di Strausberg tramite la linea S5 della S-Bahn di Berlino. Il nome deriva da uno dei mulini a vento e  ad acqua costruiti attorno a Strausberg nel XIII e XIV secolo.
I treni di passaggio avrebbero dovuto essere gestiti in origine dalla videosorveglianza della città di Strausberg, ma ciò non fu possibile a causa di difetti tecnici. Tra Strausberg Nord e Strausberg c'era quindi una supervisione mobile su ogni treno. Negli anni dal 1989 al 1991, nella stazione di Hegermühle è stato costruito un edificio di servizio per i sistemi di protezione dei treni, anche per prevenire atti di vandalismo. Da allora non c'è stata alcuna supervisione mobile.